# سیارک ۵۹۸۰۴
سیارک ۵۹۸۰۴ (به انگلیسی: 59804 Dickjoyce، نامگذاری:1999RJ1) پنجاه و نه هزار و هشتصد و چهارمین سیارک کشف شده‌است که در ۵ سپتامبر ۱۹۹۹ کشف شد.